# Triady Fauzi Sidiq
Triady Fauzi Sidiq (Cimahi, 29 de setembro de 1991) é um nadador indonésio. É notório por ter representado a Indonésia em seis edições dos Jogos do Sudeste Asiático (SEA Games).

## Biografia

### Primeiros anos
Triady nasceu na cidade de Cimahi, localizada na província de Java Ocidental, no ano de 1991.

### Carreira
Representou a Indonésia nos Jogos do Sudeste Asiático (SEA Games) de 2009, realizado em Vientiane, no Laos. Triady conquistou duas medalhas, uma de ouro na prova de revezamento de 4 X 100 metros medley juntamente de Guntur Pratama Putra, Indra Gunawan e Glenn Victor Sutanto. A segunda medalha sagrou-se em uma medalha de bronze em uma prova de revezamento de 4 X 100 metros em nado estilo livre em equipe formada por Brian Howard Ho, Putra e Sutanto.
No ano de 2011, voltou a representar a Indonésia nos SEA Games de 2011, sediado em Palimbão. Triady conquistou quatro medalhas na competição. Em provas individuais conquistou uma medalha de prata na prova de 50 metros livres e uma de bronze na prova de 100 metros livres. Na prova do revezamento de 4 X 100 metros livres conquistou a medalha de prata em equipe formada por Ho, Putra, Alexis Omar. Ao fim da competição, conquistou a medalha de ouro na prova de revezamento de 4 x 100 metros livres juntamente com I Gede Siman Sudartawa, Gunawan e Sutanto.
Triady também competiu nos Jogos Asiáticos de Artes Marciais e Recinto Coberto de 2013, sediado em Incheon na Coreia do Sul. Na prova de 50 metros livres foi medalha de prata, sendo superado apenas pelo sul-coreano Yang Jung-Doo. Participou também do Campeonato Mundial de Esportes Aquáticos de 2013, realizado em Barcelona, na Espanha. Na prova de 50 metros livres, alcançou o quadragésimo quarto lugar e na prova de 100 metros, encerrou a prova no quinquagésimo segundo lugar.
Ainda nesse ano, Triady competiu em duas outras competições internacionais. Nos Jogos Islâmicos da Solidariedade de 2013, conquistou cinco medalhas, sendo três de ouro, uma de prata e uma de bronze. Sua quarta competição internacional foi o SEA Games de 2013, sediado em Nepiedó, em Myanmar. Triady conquistou duas medalhas de ouro, nas provas de 50 e 100 metros livres. Na prova de 100 metros borboleta conquistou a medalha de prata, sendo superado pelo singapurense Joseph Schooling. Terminou a competição com uma medalha de bronze na prova de revezamento de 4 X 200 metros em equipe formada por Ricky Anggawijaya, Ohmar e Putera Randa.
Viajou para Cazã, na Rússia, em 2015 para o Campeonato Mundial de Esportes Aquáticos. Na prova de 200 metros medley, não classificou-se para a prova final. No mesmo ano, participou do SEA Games, realizado em Singapura. Na competição, conquistou cinco medalhas. Foram quatro medalhas de bronze e uma de prata – conquistada na prova de revezamento 4 X 100 metros medley, juntamente com Sudartawa, Sutanto e Gunawan.
No ano de 2017, representou a Indonésia em três competições internacionais. Competiu nos Jogos Islâmicos da Solidariedade de 2017, sediado em Bacu no Azerbaijão. Na competição, conquistou seis medalhas, sendo três de bronze e três de prata. Em Budapeste, na Hungria, participou de cinco provas no Campeonato Mundial de Esportes Aquáticos de 2017, tendo como melhor resultado individual a prova de 200 metros medley em trigésimo quarto lugar. Sua terceira competição foi o SEA Games realizado em Kuala Lumpur, na Malásia, onde conquistou seis medalhas, uma de bronze, quatro de prata e uma de ouro – esta conquistada na prova de 200 metros medley, superando o singapuriano Pang Sheng Jun e o vietnamita Paul Lê Nguyễn.
Em 2019, viajou para Gwangju na Coreia do Sul para participar do Campeonato Mundial de Esportes Aquáticos, participando de três provas. Seu melhor resultado foi a prova de 200 metros medley, onde foi classificado em quadragésimo nono lugar. Também competiu no SEA Games de 2019, conquistando duas medalhas, uma de prata e de bronze.